# Мости системи Гау
Мости системи Гау (або Гау-Журавського) — мости з дерев'яно-металевими наскрізними фермами, які застосовують для перекриття прогонів від 20 до 50 м. Мають дворозкісну схему, у якій пояси та розкоси виготовляють з дерев'яних колод або брусів, а замість стійок використовують металеві тяжі, натяг яких можна регулювати. Відзначаються простотою конструкції, жорсткістю ферм, зручністю виготовлення та збирання.
Схема ферми, запатентована американським інженером Вільямом Гау у 1840-му, швидко набула поширення у США, де за кілька десятиліть були збудовані сотні мостів, а також у Європі, Російській імперії, Австралії. Наприкінці XIX століття дерев'яні та дерев'яно-металеві мости Гау почали витіснятися металевими мостами, зокрема, на залізницях. Проте дерев'яні мости цієї системи ще продовжували споруджувати для автомобільних доріг до 60-х років XX століття. Мости системи Гау вважають вершиною епохи дерев'яних мостів.

## Історія винаходу

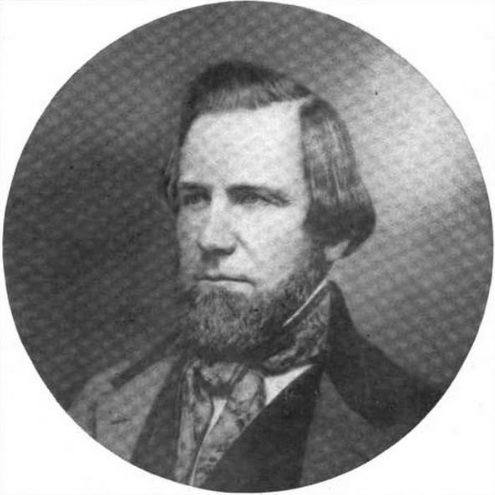
Вільям Гау (архітектор)

На початку XIX століття в США дерев'яні ферми вже застосовувалися для будівництва мостів. Серед відомих систем були конструкції Теодора Бурра та Ітіела Тауна.
У 1830 році американський військовий інженер Стівен Гарріман Лонг отримав патент на дерев'яний міст-ферму з паралельними поясами. Розкоси у фермі були переднапружені за допомогою клинів. Розкоси залишалися в стисненому стані і після усадки дерев'яних елементів. Це була досить прогресивна конструкція з переднапруженими елементами, але складна у виготовленні і повільна в кінцевому налаштуванні, тому широкого розповсюдження вона не отримала. Зусилля, що виникали в елементах ферми після вбивання клинів, неможливо було ні передбачити, ні вирахувати. Все базувалося тільки на досвіді та інтуїції інженера.
А через кілька років Вільям Гау, будівельний підрядник з Массачусетсу, який займався будівництвом церков, запропонував замінити у фермі Лонга вертикальні стійки, що працюють на розтяг, металевими тяжами з різьбою й гайками на обох кінцях. Докручування гайок у процесі експлуатації дозволяло підтягувати конструкцію і зменшувати її прогини. Застосування залізних тяжів з різьбою та гайками було головною відмінністю ферми Гау від ферм Лонга. Залізні стрижні для збільшення жорсткості дерев'яних поясів ферм використовували в Європі ще з 1823 року, але немає свідчень, що Гау якимось чином знав про це.
Ідея Вільяма Гау була чисто інтуїтивна, не підкріплена жодною теорією, оскільки в той час ще не було аналітичних методів розрахунку ферм. Іншою інновацією було суттєве спрощення вузлів ферми. Гау відкинув складні з'єднання стійок та розкосів і замінив їх трикутними дерев'яними подушками, в які впиралися розкоси і стійки. Всі вузлові подушки були однакові, що спрощувало їх виготовлення.
Гау запропонував просте та елегантне розв'язання проблеми, з якою стикалися кілька поколінь будівельників дерев'яних мостів: як з'єднати два елементи, що працюють на розтяг? Слабкість дерев'яних ферм була не в окремих елементах, а в їх з'єднанні — у забезпеченні мінімальної рухливості та надійності передачі зусиль розтягу. Геній Гау в тому, що вертикальні стійки були замінені на металеві стрижні. Відмова від шипових з'єднань значно спростила роботу теслярів. Тепер ферму можна було легше змонтувати, а при заміні окремих елементів не потрібно було повністю закривати проїзд по мосту.
|                                  |                                       | | |
| Міст системи Бурр. Аркова ферма. | Міст системи Тауна. Решітчаста ферма. | Міст системи Лонга. Дворозкісна ферма з паралельними поясами. Між розкосами та подушками видно клини, якими створювали переднапруження ферми. | Міст системи Гау. Дворозкісна ферма з паралельними поясами. Вертикальні стійки замінені на металеві тяжі. |

Вперше нова ферма була випробувана при будівництві церкви в Брукфілді (Массачусетс). Гау заснував фірму Howe Bridge Works і зміг переконати військових інженерів Мак-Нейла, Вістлера та Свіфта впровадити його ідею при будівництві моста довжиною 23 м через річку Квабог у Воррен (1838). Конструкція виявилася вдалою, у серпні 1840-го Гау запатентував свою ідею (патент № 1711) і одразу отримав замовлення від тих же військових інженерів на будівництво залізничного моста через річку Коннектикут у Спрингфілд (Массачусетс).
Стівен Лонг, який сподівався отримати цей контракт, пробував заперечити патент, виданий Гау, на підставі того, що патент Гау порушує його права, проте Відомство по патентах і товарних знаках США стало на сторону Гау.
Міст нової конструкції став подією в інженерних колах і отримав загальне схвалення спеціалістів. Він мав сім прогонів, довжиною по 55 м. Кожен прогін перекривався фермою з перехресними розкосами в кожній панелі. Не маючи жодних розрахунків, Гау інтуїтивно відчував, що крайні розкоси будуть найбільш навантаженими, і тому посилив їх додатковими елементами.
На відміну від більшості старих мостів, технічна інформація про які була відсутня або втрачена, перший залізничний міст Гау мав детальний опис у журналі The Journal of the Franklin Institute (травень 1842). У ньому, зокрема, зазначалося, що на міст пішло удвічі менше деревини, ніж якби він був виготовлений за методом Лонга. Прогин у середині прогону від навантаження паровоза становив лише четвертину дюйма (6 мм). У висновку стверджувалося, що мости нової системи є міцніші, жорсткіші й довговічніші, ніж будь-які інші дерев'яні мости.

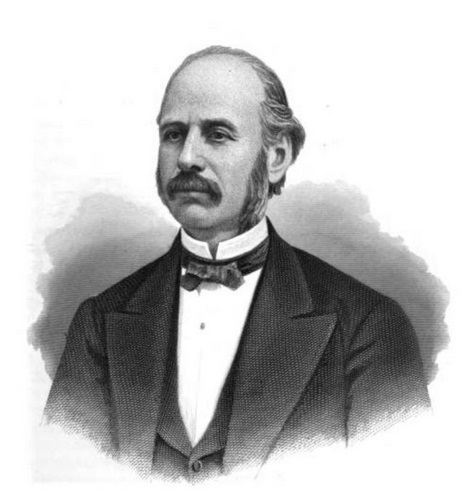
Амаса Стоун

Перший залізничний міст Гау, хоч і був легким та з невдалими пропорціями, прослужив 13 років і був замінений на вдосконалений міст цієї ж системи. Останній простояв 21 рік і у 1874 замінений на металевий.
Швагро Гау — Амаса Стоун, що наглядав за будівельними роботами в його компанії, — у 1842-му викупив за 40 тис. доларів ($1,024,400 у цінах 2019 року) права на патент Гау. За фінансової підтримки свого компаньйона Азарія Буді, Стоун заснував фірму Boody, Stone & Co., яка збудувала багато мостів у штаті Нова Англія. Амаса також дещо спростив конструкцію ферми, залишивши тільки по два розкоси в кожній панелі (у запатентованій фермі розкоси перетинали відразу дві панелі і, таким чином, містили по чотири розкоси в кожній панелі).
Згодом Гау вдосконалив конструкцію моста й у 1846-му отримав на нього інший патент. Протягом наступних років Вільям Гау отримував гонорари за кожен прогін моста, який споруджувався за його патентом.
Впровадження нової системи моста не завжди проходило успішно. 1855 року обвалився міст через Міссурі — 43 жертви і 70 постраждалих. Наступного року іскри від пароплава підпалили міст Гау через Міссісіпі. Попри невдачі, ферми Гау були вершиною епохи дерев'яних мостів, а патент, виданий автору, — найприбутковішим патентом серед усіх, що були видані на різні конструкції ферм.

## Конструкція ферм Гау

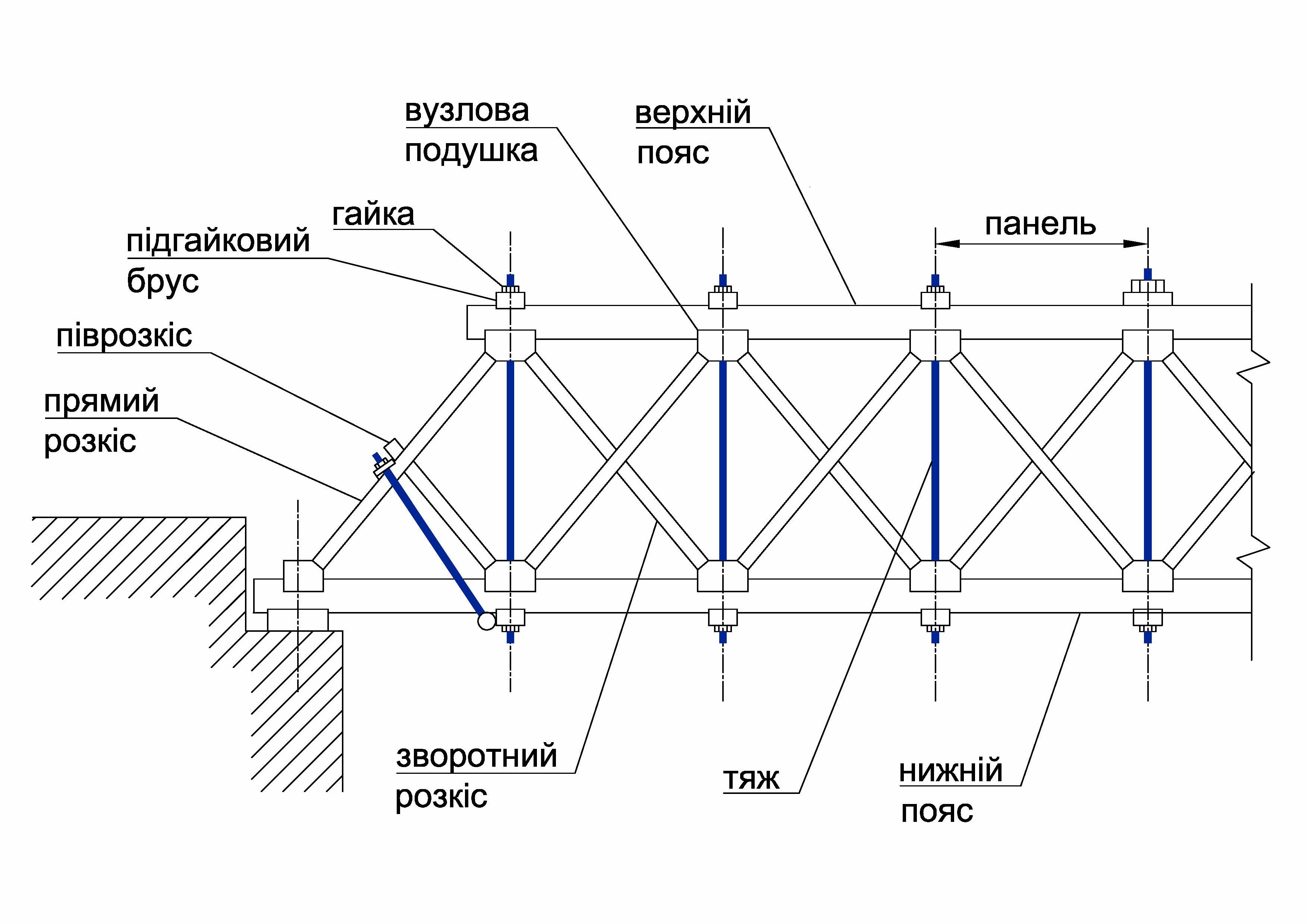
Конструкція ферми Гау (без проїзної частини).

### Розрахункова схема
Ферми мостів Гау є статично невизначувані. Зусилля стиску сприймають два перехресні розкоси, які працюють у парі. Це дає певний запас міцності та надійності, оскільки при руйнуванні одного з розкосів міст залишається частково працездатним (але з пониженою несною здатністю).
Попереднє напруження є критично важливим для роботи моста. Розкоси з'єднуються з вузлами за допомогою шкантів (у вигляді металевих стрижнів) і є працездатними лише під постійним стискальним зусиллям. Тому зусилля розтягу, що передаються на розкоси від тимчасового (рухомого) навантаження, повинні бути менші за попереднє напруження стиску.
Найбільші зусилля у фермах виникають, коли рухомий вантаж розміщується посередині прогону (автомобіль), або займає весь прогін (поїзд з вагонами). При цьому найбільш навантаженими є тяжі та розкоси приопорних панелей.
Зусилля, що виникають у перехресних розкосах, залежать від співвідношення постійного (власна вага моста) та тимчасового (рухомого) навантаження на одиницю довжини прогону і від розміщення тимчасового навантаження в поперечному перерізі моста. Рівномірно-розподілене навантаження (наприклад, вагони поїзда, без паровоза) не викликає зусиль у зворотних розкосах. Вони працюють тільки тоді, коли рухомий вантаж знаходиться на одній половині моста.
Зазвичай такі мости перекривають прогони до 50 м. Температурно-деформаційні шви в них не влаштовуються.

### Пояси ферми
Основними елементами ферми Гау є пояси (верхній і нижній). Майже завжди вони паралельні, проте для великих прогонів є приклади полігональних. У цьому випадку конструкція ферми значно ускладнюється і вона втрачає одну зі своїх переваг — простоту виготовлення і монтажу. Крім того, у полігональних фермах неможливо влаштовувати додаткові тяжі, оскільки розкоси перетинаються не посередині панелей.
Елементи верхнього поясу завжди стиснуті, а нижнього — завжди розтягнуті. Це справедливо для будь-яких ферм, що працюють за балковою схемою. Паралельні пояси дерев'яних ферм Гау складають з кількох коротших за прогін колод (брусів) діаметром 25-38 см, з'єднаних разом за допомогою двосторонніх металевих накладок. Накладки на одній стороні мають приварені шпонки, зазвичай, по три на кожну колоду. На колодах виконують врубки, які точно відповідають розміру шпонок. Все разом кріплять болтами. Акуратність з'єднання особливо важлива для нижнього поясу ферми, який працює на розтяг. Неправильно зроблені врубки призводять до поздовжнього сколу деревини і значного послаблення з'єднання. Якщо неможливо дотримати точність виконання робіт, то металеві накладки зі шпонками замінюють на дерев'яні. У цьому випадку накладки розміщують не по сторонах, а зверху і знизу з'єднання. Стики окремих колод повинні розміщуватися «врозбіг» зі стиками сусідніх колод. У верхньому поясі стики повинні бути ближче до вузлів з огляду на стійкість при поздовжньому стиску, а в нижньому — посередині панелей, оскільки нижні пояси сильно ослаблені врізками вузлових подушок та підгайкових брусків.
Для забезпечення в поясі сумісної роботи паралельних колод їх скріплюють болтами з інтервалом 1,0-1,2 м по всій довжині, причому між колодами вставляють прокладки, щоб утримувати прозір 2-3 см для швидшого висихання деревини після дощу. Горизонтальний прозір між колодами нижнього поясу (3-5 см) дозволяє пропустити вертикальні тяжі.
У металевих фермах окремі елементи поясів рівні довжині панелі. Їх виконують з кутникової або швелерної прокатної сталі. У вузлах металеві елементи поясу та розкосів з'єднують накладками з листової або кутникової сталі з допомогою болтів, шплінтів або заклепок.
Середня третина нижнього поясу зазнає найбільших розтягувальних зусиль, тому її часто посилюють додаванням одної або більше колод, прикріплених болтами до інших. Додатковий елемент має переріз, рівний 1/6 перерізу основного нижнього поясу.

### Розкоси

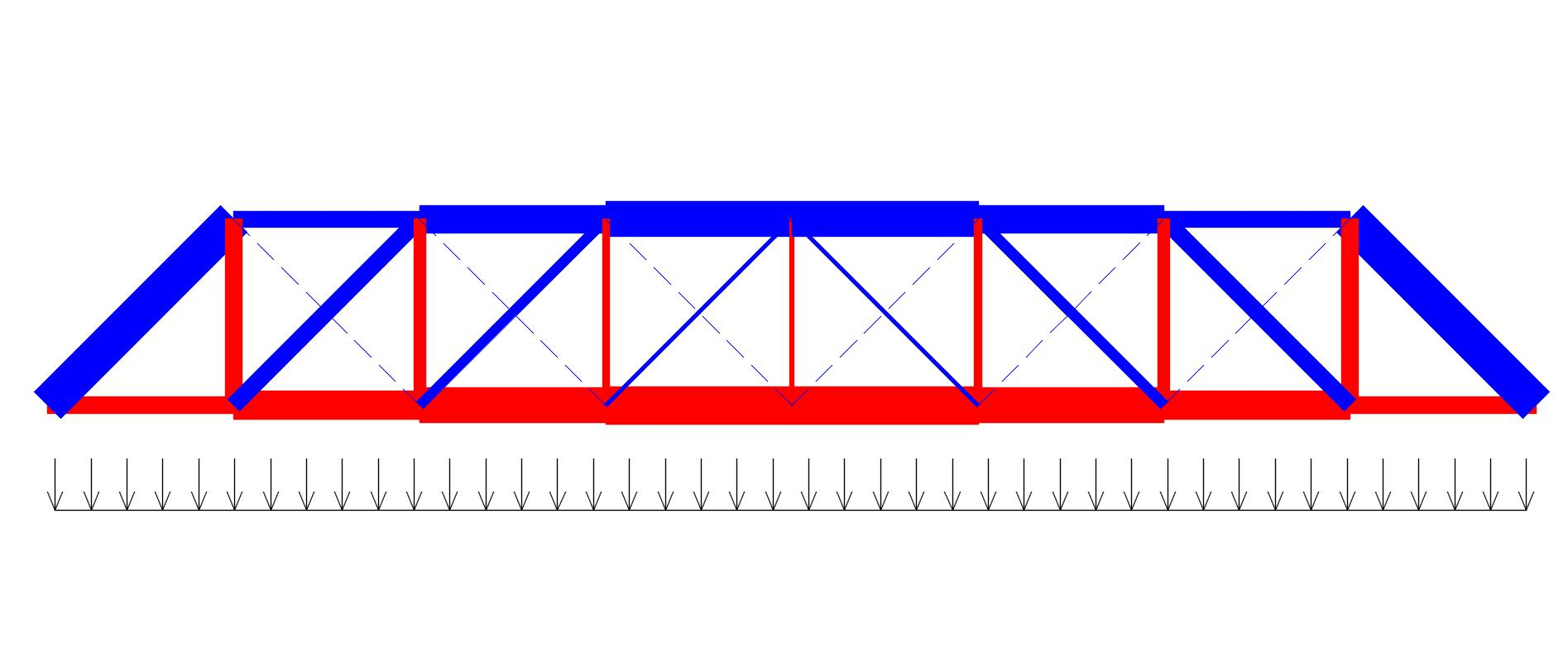
Схема розподілу зусиль в елементах ферми від рівномірно-розподіленого навантаження.
Товщина ліній пропорційна величині зусилля. Червоний колір — розтяг, синій — стиск.
Непрацюючі розкоси позначені пунктиром.
Вертикальні тяжі та розкоси найбільш завантажені на краях ферми,
а верхній та нижній пояси — посередині.

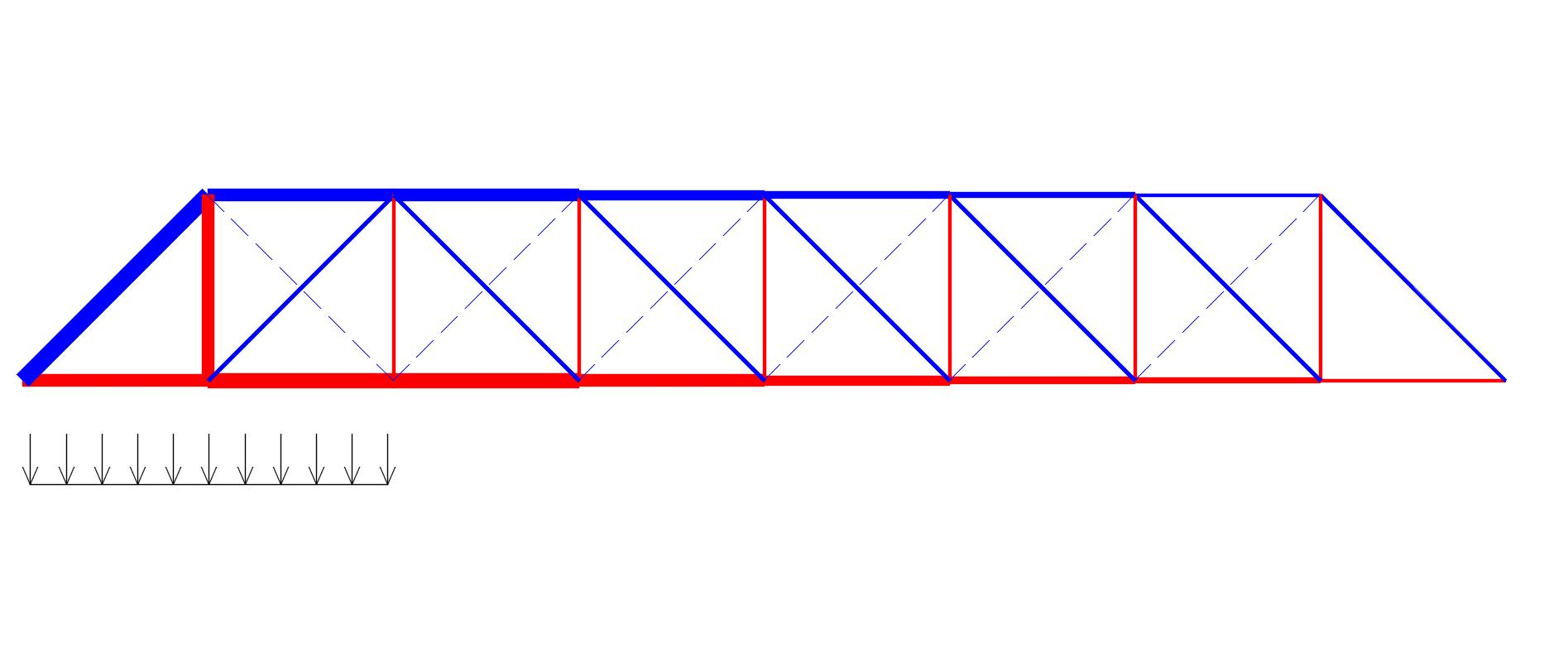
Схема розподілу зусиль в елементах ферми при частковому завантаженні.
У третій та четвертій панелях працюють зворотні розкоси.

Пояси й розкоси влаштовуються з дерева, вертикальні стрижні — з металевих тяжів. При постійному (власна вага моста) та тимчасовому навантаженні, рівномірно-розподіленому вздовж всього прогону, висхідні (від кінців до середини) розкоси стискуються. При завантаженні половини прогону висхідні розкоси, розміщені у вільній від тимчасового навантаження половині прогону, зазнають стиску, а в завантаженій половині — розтягу. Найскладніший випадок, якщо власна вага ферми невелика і на половину прогону діє тимчасове навантаження. Тоді розтягувальні напруження в розкосах середніх панелей можуть виявитися більшими, ніж стискальні напруження від лише одного постійного навантаження і розкіс буде розтягнутий. Розкіс не є жорстко зв'язаний з вузлом, він лише в нього впирається і не може працювати на розтяг. Замість розкоса, що мав би сприймати розтяг, починає працювати на стиск зворотній (перехресний) розкіс. У крайніх панелях прямі розкоси завжди стиснуті, і немає потреби в зворотних розкосах. Якщо ж їх ставлять, то лише для зменшення вільної довжини стиснутого прямого розкосу і підвищення його стійкості.
Ферми Гау в залізничних мостах застосовують для прогонів до 34 м. Автомобільні мости можуть перекривати прогони до 50 метрів (при стандартах навантажень прийнятих у нормах 1962 року — СН-200-62). Висоту ферми приймають 1/5 — 1/7 від довжини прогону. Довжину панелі вибирають з умовою, щоб кут нахилу розкосів був 45-65°.
Чим вища ферма, тим легші пояси, але при цьому збільшується довжина розкосів і тяжів, збільшується витрата матеріалів на ці елементи. Висота ферми пов'язана також з розміром панелі. Дотримуючись раціональних кутів нахилу розкосів, при високих фермах панелі виходять надто великі, що ускладнює конструкцію проїзної частини. Зменшення висоти ферми спрощує проїзну частину, але при цьому збільшується прогин моста. Можливий компроміс у розмірах ферми досягається додаванням вертикальних стійок посередині між вузлами ферми. Додаткові стійки, висотою рівною половині панелі, працюють лише на місцеве навантаження (у межах даної панелі).
Ферми Гау будують з колод або брусів. Круглі колоди мають перевагу при обробці матеріалу на місці робіт — це значно зменшує кількість необхідної робочої сили. Водночас у круглих колодах складніше вирубувати фаски і спряження. З прямокутних брусів легше монтувати ферму і можна виявити дефекти деревини, але вони дорожчі.
Вертикальні елементи завжди розтягнуті, тому виконуються з металевих тяжів з гайками на кінцях. Гайки дозволяють підтягувати тяжі й регулювати прогини ферми в процесі експлуатації.
Ферми Гау будують з будівельним підйомом, рівним 1/300 довжини прогону — для автодорожніх мостів і 1/500 — для залізничних.
Розкоси утримуються на місці за допомогою вузлових подушок, які впираються в пояси ферми. Зусилля на подушки передаються перпендикулярно до волокон деревини подушки, тому її виготовляють з міцних порід дерева. Інколи подушки виконують з металу. Поверхня подушок має бути строго перпендикулярна до торця розкосу. Останні нічим не кріпляться до подушок, лише металеві шканти центрують розміщення розкосів.
У центрі подушок висвердлюють отвори для пропуску тяжів. Кожна подушка має з протилежної сторони пояса підгайковий брус, металеву прокладку й гайку.
Для надання мосту Гау жорсткості в поперечному напрямку, ферми з'єднують колодами на рівні верхнього і нижнього поясів. Таким чином, утворюють ще дві пласкі піврозкісні ферми і міст набуває коробчатої форми.

### Тяжі

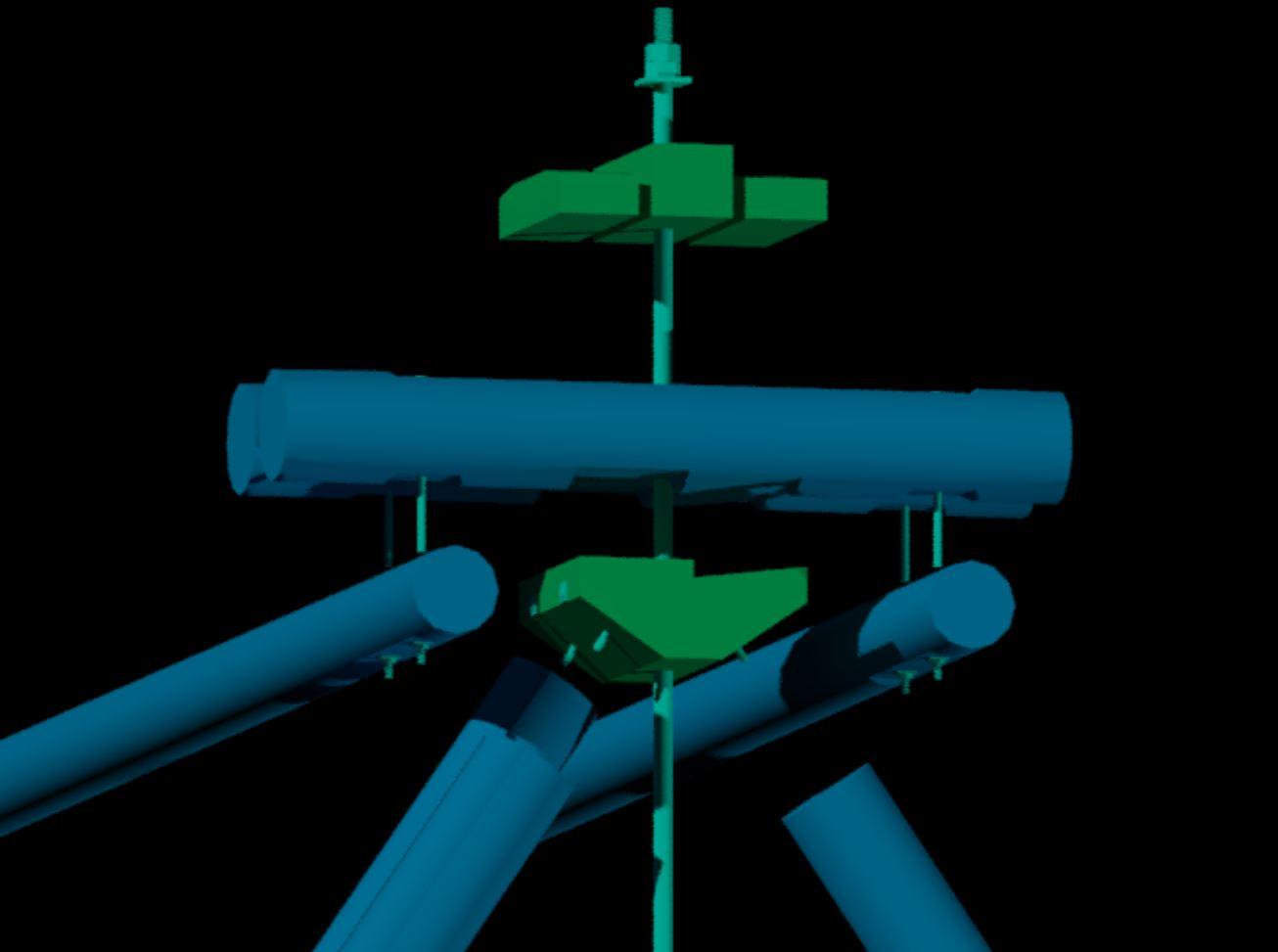
Деталь кріплення розкосів до вузлових подушок

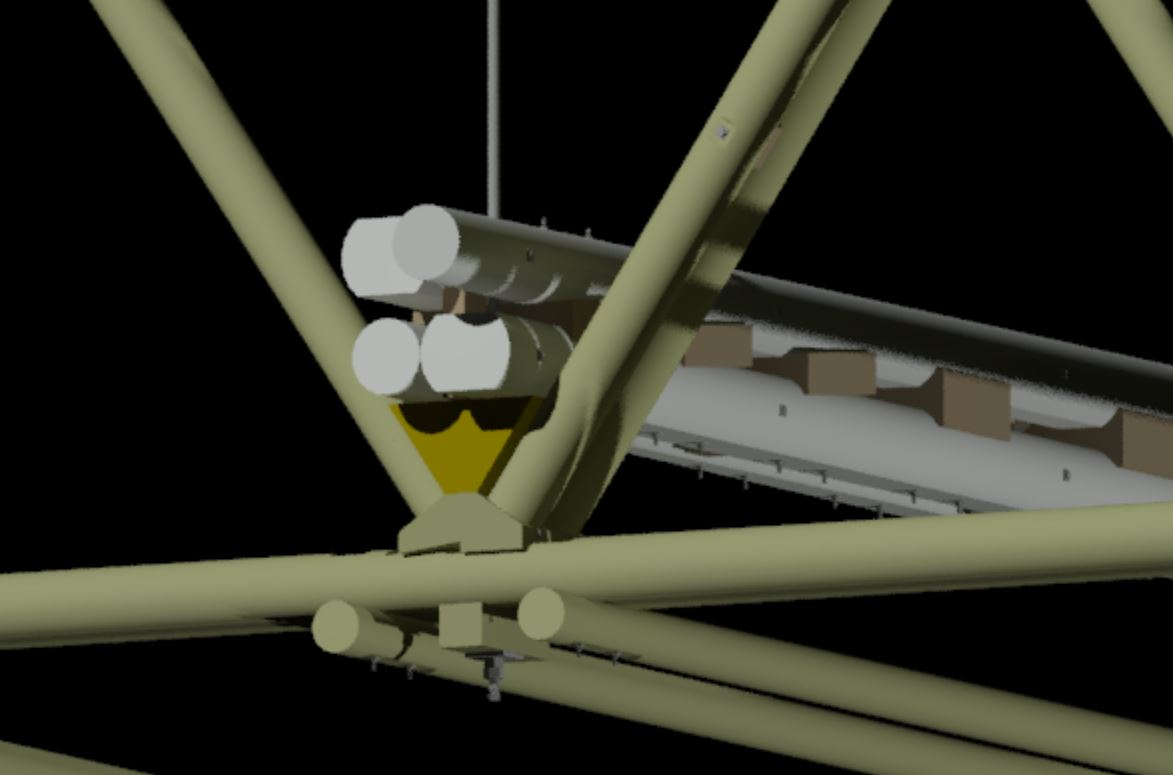
Деталь нижнього вузла ферми Гау.
Поперечна балка, що складена з чотирьох колод, опирається на вузлову подушку.

Вертикальні тяжі стягують верхній і нижній пояси й поділяють ферму на панелі. Вони завжди працюють на розтяг. У фермах Гау тяжі залізні або стальні, круглого перерізу. Американські рекомендації передбачають зменшення перерізу тяжів на кінцях, де нарізана різьба. У радянських книжках, навпаки, до кінців тяжів пропонували приварювати товстіші стрижні, щоб різь не послаблювала переріз.
Тяжі проходять через центр вузлової подушки і поміж балками поясів. Натяг здійснюють гайками на обох кінцях тяжів. Інколи для натягу використовують талрепи. Під гайки або кінцеві упори завжди підкладають шайби або металеві пластини і підгайкові подушки — для рівномірної передачі зусилля від тяжів до балок верхніх та нижніх поясів.
Розкоси — діагональні балки, що передають зусилля між подушками сусідніх тяжів. Вони розміщені в тій же площині, що й пояси ферми. Американські норми вимагають, щоб у прямих (висхідних у напрямку до центру) розкосах кількість колод була на одну менше, ніж у поясах ферми. Наприклад, якщо нижній пояс ферми складений з чотирьох колод, то прямі розкоси повинні мати три колоди. Непарна кількість колод у розкосах ускладнює їх кріплення. У радянських нормах такої вимоги не було.
Розкоси завжди працюють на стиск, граничний випадок — вони не навантажені і утримуються на місці лише за допомогою штирів. У межах кожної панелі прямі та зворотні розкоси можуть бути одночасно стиснуті, або лише один елемент стиснутий, а інший — ненавантажений. Вони ніколи не бувають одночасно ненавантажені. Коли на мосту відсутнє тимчасове (рухоме) навантаження, то зусилля стиску розкосів регулюють натягом тяжів.
Зворотні розкоси зазвичай виконують з однієї колоди. Це дозволяє пропускати їх поміж основні розкоси і з'єднувати їх болтами посередині. Таке з'єднання удвічі зменшує вільну довжину колод і значно підвищує їхню стійкість. У малих мостах (довжиною до 25 м) зі шістьма або менше панелями зворотні розкоси можуть бути відсутні. У 8-ми та 10-ти панельних мостах зворотні розкоси можуть бути відсутні в крайніх панелях, а в решті панелей вони повинні мати переріз не менше, ніж, відповідно, одна четверта та половина перерізу прямих розкосів. Проте, якщо зусилля у фермі від рухомого навантаження більш ніж удвічі більші за зусилля від власної ваги, всі панелі повинні мати зворотні розкоси.

### Проїзна частина
Проїзна частина складається з кількох конструктивних рівнів. Верхній — поздовжні дошки, під ними — поперечні пластини. Пластини опираються на прогони, що йдуть вздовж осі моста і розміщені на віддалі не більше одного метра один від одного. Прогони, своєю чергою, опираються на поперечні балки — зазвичай комбіновані блоки з чотирьох з'єднаних колод. А поперечні балки опираються на вузли ферми, тобто їх кількість на одну більша, ніж кількість панелей. Одну верхню колоду з поперечних балок роблять довшою, щоб вона виступала на 1,5—2,0 м за площину ферм. На цих виступах-консолях влаштовують тротуари. Тротуари виносять за ферми, щоб зменшити розрахунковий прогін поперечних балок і зробити їх меншого розміру.
У залізничному мості замість настилу з дощок кріпляться дерев'яні шпали. У цьому випадку під кожною рейкою повинен бути прогін, щоб уникнути згинальних зусиль у шпалах.

## Використання мостів системи Гау

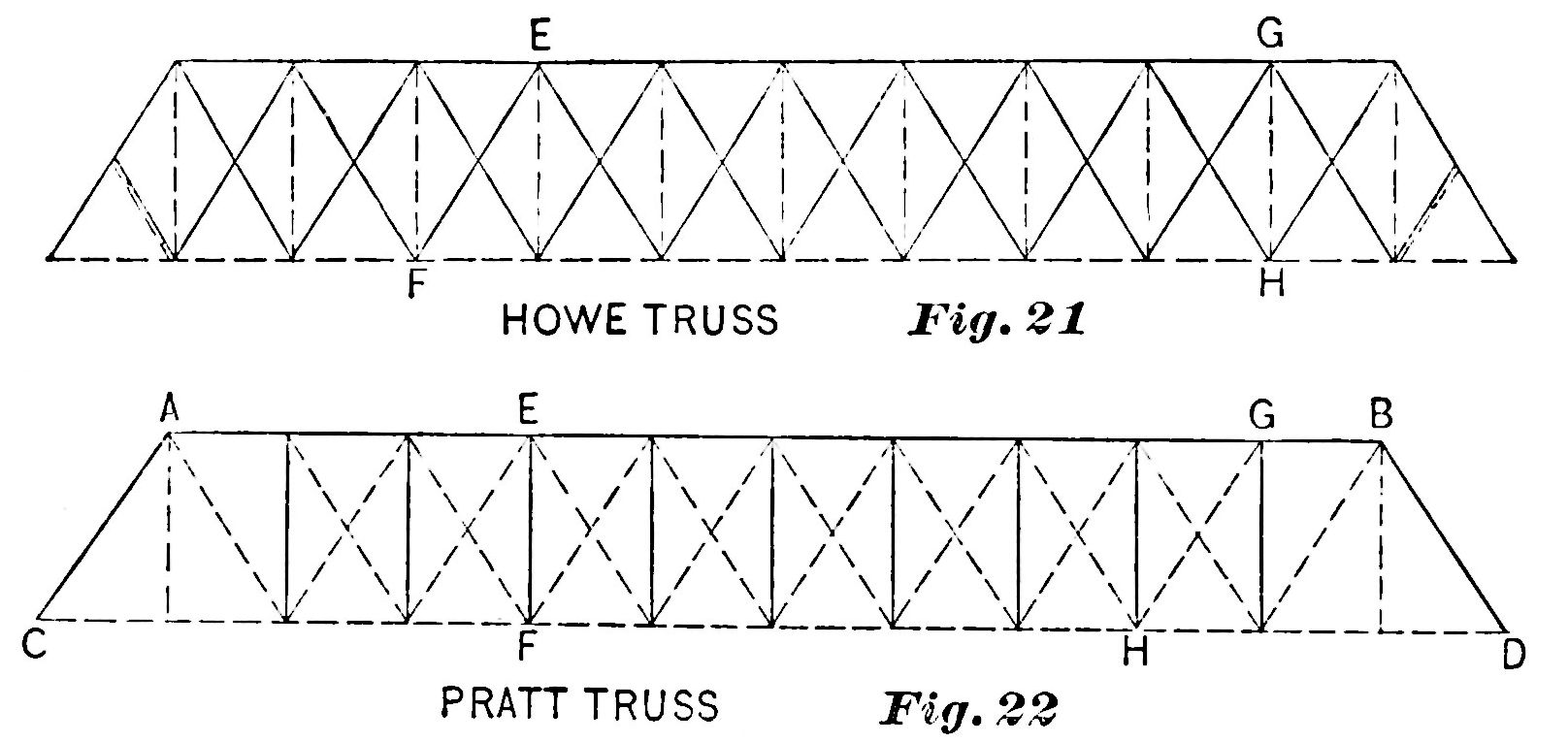
Порівняння мостових систем Гау та Пратта.
Штриховими лініями показані металеві тяжі.

Тисячі мостів з фермами Гау були споруджені для американських залізниць. Професор та інженер Horace R. Thayer, роблячи огляд відомих мостових конструкцій (1913), відзначав, що ферми Гау є найкращими типами дерев'яних фермових мостів і найбільш поширеними системами в США на той час. Популярність мостів Гау зумовлена передусім простотою їх зведення. Мости були дуже економні, оскільки матеріали були недорогі, і спорудження не потребувало складного обладнання й висококваліфікованих робітників. Дерев'яні елементи могли бути виконані з використанням найпростіших теслярських та столярних ручних інструментів — косинця, стамески, тесла, ручної дрилі, пилки, сокири. Окремі елементи та цілі панелі можна виготовляти в заводських умовах або на будівельних майданчиках і транспортувати до місця спорудження моста. Для монтажу елементів моста зазвичай зводили риштування або тимчасовий міст на високих палях.
Окрім того, мости системи Гау були дуже прості в обслуговуванні. Єдине регулювання полягало в збільшенні натягу вертикальних тяжів. Навпаки, у мостах системи Пратта тяжів удвічі більше (вони замінювали всі розкоси) і їх складно підтримувати у збалансованому напруженому стані. Саме тому Гау віддавали перевагу при спорудженні чисто дерев'яних та перехідних дерев'яно-металевих мостів.
Ерік ДеЛоні, історик, писав:
|  | Ферма Гау, можливо, є найкращим наближенням дерев'яних мостів до досконалості. У простоті конструювання, швидкості зведення й легкості заміни елементів вона не має конкурентів. Оригінальний текст (англ.) The Howe truss may be the closest that wooden-bridge design ever came to perfection. For simplicity of construction, rapidity of erection, and ease of replacing parts, it stands without rival. |

Джеф Браун, описуючи історію ферм Гау у статті «Ферми Гау: від дерева до заліза» (англ. The Howe Truss: From Timber to Iron), зробив дуже коротке резюме:
|  | Вільям Гау не винайшов мости з дерев'яними фермами. Але він зробив їх досконалими. Оригінальний текст (англ.) William Howe did not invent the wooden truss bridge. But he may have perfected it. |

Мости Гау були основними спорудами на залізницях США всередині XIX століття. Найбільшим у США був міст з прогоном 100 м (300 футів), споруджений 1866 року через річку Саскуеханна в Гавер-де-Грас (Меріленд).
Система Гау дуже швидко стала популярною в Європі. Чимало спеціалістів відвідували США, переймали нові ідеї й реалізовували їх на залізницях Європи та Росії. Першим мостом у Європі був міст через річку Сульм у Штирії (Австрія), споруджений у 1845 році. Архітектор моста — Карл Ріттер фон Гега — після візиту до США (1842) видав першу в Європі книжку з аналізом американських мостових систем — «Про північноамериканське мостове будівництво та розрахунки тримкості мостів системи Гау» (нім. Über Nordamerikanischen Brückenbau Und Berechnung Des Tragungsvermögens Der Howe'schen Brücken). У книзі містився детальний опис моста Гау і наведені приклади розрахунків окремих елементів на локальні зусилля. Методів розрахунку ферм на той час ще не існувало.

### Російська імперія

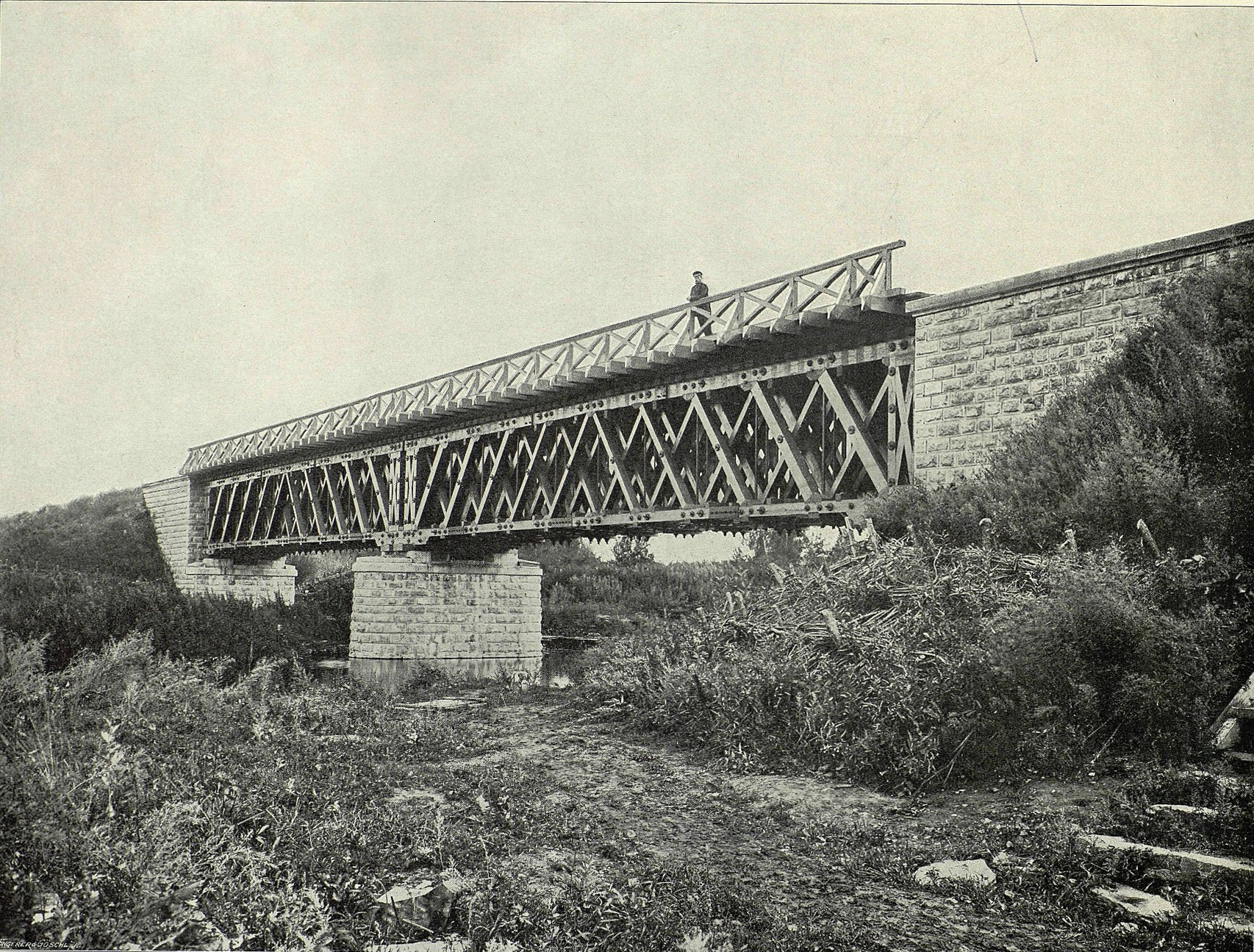
Залізничний міст через річку Лебяжу. Новосибірськ (1899).
Прогін — 21 м.

У Російській імперії перше застосування мости Гау знайшли при спорудженні Вереб'їнського моста на залізниці Санкт-Петербург — Москва (1851). Павло Мельников — автор проєкту залізниці — у 1844 році доручив молодому інженеру Дмитру Журавському перевірити властивості мостів системи Гау, які ще були новинкою в Росії. Результатом теоретичних та експериментальних досліджень стала праця «Про мости розкісної системи Гау» (рос. «О мостах раскосной системы Гау», 1855). Журавський вперше створив теорію розрахунку решітчастих ферм, запропонував метод визначення зусиль в окремих елементах ферми. Зокрема, розрахунками та випробуванням моделі він доказав, що тяжі біля опор навантажені сильніше й повинні бути більшого діаметра, ніж посередині моста. Зазвичай, з конструктивних міркувань, елементи верхнього та нижнього поясів виконувалися з постійним перерізом — так було простіше з'єднувати колоди по довжині моста. Проте в однопрогінних (балкових) мостах лише в середині прогону переріз поясу використовувався повністю. Ближче до опор міцність поясів була надлишкова.
Американський консультант Вітлер, який наглядав за проєктом залізниці, не повірив розрахункам російського інженера. Тоді Журавський виготовив модель ферми Гау, в якій усі тяжі були зроблені з дроту однакової товщини. Навантаживши модель, він проводив смичком скрипки по дротах. Тяжі біля опор створювали вищий звук, ніж тяжі біля середини моста, отже, вони були більш натягнуті. Таким чином, теоретичні розрахунки були перевірені експериментально.
У передмові до видання «Про мости…» Журавський писав:
|  | Дослідження балок, що складаються з брусів, розкошених і зв'язаних між собою, було зроблено в Росії раніше, ніж це було надруковано англійською, німецькою чи французькою мовами; твори американського інженера Лонга та австрійського Гега взагалі не давали поняття про розподіл напружень по всіх частинах складеної балки. Оригінальний текст (рос.) «Исследование балок, состоящих из брусьев, раскошенных и связанных между собой, было сделано в России прежде, чем о том было напечатано на английском, немецком или французском языках; сочинения американского инженера Лонга и австрийского Гега вовсе не давали понятия о распределении напряжений по всем частям составной балки». |

Для Вереб'їнського моста Журавський запропонував багатопрогінну нерозрізну балкову схему, що дозволяла більш раціонально використовувати матеріал. Слід зазначити, що це єдиний задокументований приклад спорудження багатопрогінного нерозрізного моста з фермами Гау.
У процесі роботи над проєктом залізниці були створені п'ять груп прогінних будов, довжиною від 16,4 до 60,8 м. У сучасній термінології це були п'ять типових проєктів мостів.
Результати своєї праці над мостами Журавський опублікував у монографії «Результат исследования системы Гау, применяемый к мостам Санкт-Петербургско-Московской железной дороги», яка була відмічена Демидівською премією.
У Російській імперії мости Гау швидко набули популярності. У перші роки найбільше їх було споруджено на Миколаївській залізниці — через Обвідний канал, через річки Волхов (5 прогонів по 51 м кожен), Волгу (3х59,6 м), Тверцу (3х59,6 м).
До кінця 40-х років XX століття в російській та радянській технічній літературі такі мости називали «ферми Гау» або «американські мости». Опісля вони отримали назву «ферми Гау-Журавського» і саме під такою назвою вони згадуються в сучасних технічних книгах і українській нормативній літературі. Втім, такий термін був у вжитку лише в Росії та Радянському Союзі. У західних країнах ферма завжди називалася «Гау», відповідно до патенту, виданого на неї.
Інші відомі мости Гау, збудовані в Російській імперії та Радянському Союзі:
- 1915 року в Каунасі замість зруйнованого наплавного моста через Німан німецькі війська побудували новий міст (нім. Hohenzollernbrücke), у якому ферми Гау з їздою по низу перекривали три середні прогони. Особливість моста в тому, що його крайні панелі ферми були повними — з подвійними розкосами. 1930 року міст був замінений на металевий[55];
- Міст через Дніпро в Могильові на Бобруйському шосе. Центральний прогін, завдовжки близько 40 м, був перекритий дерев'яними фермами Гау з їздою по низу[56];
- Один з останніх великих мостів системи Гау був побудований 1967 року через річку Моша в Архангельській області (їзда по низу, прогін 31,5 м)[57].

В Україні мости Гау не набули поширення. Натомість споруджувалися дерев'яні мости інших систем.

### Австралія
Ідея мостів Гау добралася до Австралії пізніше. Строго за системою Гау були зведені лише перші мости: у 1853 у штаті Вікторія (міст Кейлор), у 1858 та 1859 роках — у штаті Новий Південний Уельс. Невдовзі з'явилися два варіанти, пристосовані до австралійських умов, — ферми Алана та Деа (англ. Allan truss, Dare truss).
Особливості ферми Алана:
- Усі елементи ферми були парні — пояси, розкоси і тяжі; це дозволяло замінювати окремі елементи моста не припиняючи рух по ньому і без спорудження тимчасових опор;
- зворотні розкоси встановлювали лише в серединних панелях;
- вузлові подушки виготовляли з металу;
- майже всі наступні мости були з їздою по низу, з низькими фермами (до 2—3 м), без верхніх поперечних зв'язків;
- нижні діагональні колоди/бруси теж були відсутні, замість них слугували поперечні балки під вертикальними тягами;
- для забезпечення стійкості ферми (оскільки верхні зв'язки були відсутні) додавали косі стійки від верхніх поясів ферм до консолей нижніх поперечних балок; це унеможливлювало влаштування тротуарів зі зовнішньої сторони ферм;
- у більшості мостів прямі розкоси розширювалися внизу для більшої стійкості вільних ферм.

Система Деа різнилася від Алана металевим нижнім поясом. Втім, вона не набула популярності в Австралії.
Причини таких змін — економія деревини. Евкаліпт, що найліпше підходив для будівництва мостів, був важливим експортним матеріалом. Майже весь він вивозився в Європу для будівництва вітрильників.
Загалом у всіх провінціях Австралії було споруджено понад 200 мостів системи Гау та її модифікацій. Лише одна провінція — Північна Територія — не мала таких мостів, оскільки місцеві терміти значно вкорочували термін служби дерев'яних конструкцій. Найбільше мостів Гау було в штаті Новий Південний Уельс, який інколи називали «Штат дерев'яних мостів» (англ. Timber Bridge State).
Збережені мости системи Гау в Австралії

## Спад популярності
Вік дерев'яних ферм на залізничних мостах був недовгим. Головні причини — збільшення ваги поїздів та небезпека пожежі, викликана іскрами з топки паровоза.
Зростальне навантаження від поїздів та автотранспорту вимагало використання в мостах металевих елементів, а в системі Гау металеві пояси не дуже добре працювали. Система з одинарними розкісними тяжами Томаса Пратта була дешевша, окрім того, у ній легко монтувалися підрельсові металеві подушки, тому перші металеві мости найчастіше споруджували за цією системою. Повністю металеві мости Гау почали споруджувати після 1845 року. Одним з перших був побудований 15-метровий міст на залізниці Boston and Providence Railroad та 10-метровий міст через Канал Огайо — Ері в Клівленді.
Впровадження повністю металевих мостів відбулося не відразу. Руйнування моста на залізниці Erie Railroad (1850) та аварія моста через річку Ді (Уельс) (1847), що супроводжувалися людськими жертвами, сформували сильну громадську недовіру до надійності металевих мостів. Лише декілька були збудовані в північно-східних штатах Америки, більшість же металевих мостів були споруджені в південних штатах. Після закінчення Громадянської війни в США металеві мости почали набувати популярності й на півночі. Найбільш вживаними були схеми Гау, Пратта, Болмана, Фінка та Воррена Серед них переважали системи Гау та Пратта, оскільки вони потребували значно менше елементів конструкції, ніж їхні конкуренти.
Спроби виконати ферми Гау з металу інколи закінчувалися катастрофами. Аварія моста Ештабула 1876 року стала переломною подією в популярності системи Гау на залізницях. Амаса Стоун запроєктував і збудував залізничний міст через річку в Ештабула (Огайо) за вже добре випробуваною системою Гау, але нижні й верхні пояси виконав з металевих двотаврових балок. По суті, це був експериментальний міст, проєкт якого не був підкріплений жодними розрахунками.
При його спорудженні окремі елементи були виконані неправильно, їх виріза́ли й перевстановлювали, а інші елементи деформовані, під час будівництва додавали балки посилення, які значно збільшили власну вагу моста. Проте при випробуваннях міст поводився задовільно й був відкритий для руху 1875 року. А через рік — у грудні 1876-го — сталася трагедія. Міст не витримав ваги пасажирського поїзда з причіпленим додатковим паровозом для пробивання засніженої колії. Усі 11 вагонів та основний паровоз впали в річку. Лише перший поїзд зміг утриматися на колії. Руйнування моста та пожежа забрали життя 92 людей.
Розслідування причин аварії не виявило якихось недоліків у фермах моста, проте було очевидно, що ферма Гау добре працювала з деревом, але не підходила для металевих мостів. Подальший розвиток структурного аналізу і краще розуміння властивостей металів сприяли появі нових конструктивних форм, більш придатних для втілення в залізі та сталі.

## Збережені дерев'яні мости системи Гау
Термін служби мостів Гау 15—20 років. Мости, покриті дахом і обшиті дошками для захисту від дощу і снігу, слугували в кілька разів довше. Під час Другої світової війни в Європі та на західних територіях Радянського Союзу була знищена або пошкоджена більшість дерев'яних мостів. Пошкоджені дерев'яні ферми Гау тимчасово посилювали металевими нижніми поясами. У звичайних умовах використання відремонтованих ферм недоцільне з огляду на значну витрату металу і відносно недовгий термін служби прогінної будови. Згодом такі мости заміняли на більш капітальні металеві або залізобетонні. У післявоєнні часи мости з дерев'яних ферм Гау майже не споруджували через велику витрату лісоматеріалів і металу, а також необхідність монтажу ферми з окремих елементів на місці.
Майже всі мости Гау, що збереглися до наших днів, належать до пам'яток історії, багато з них є туристичними атракціями. За невеликими винятками, усі вони накриті дахом і обшиті дошками для захисту від атмосферних опадів. Частина з них були критими відразу при спорудженні, інші — отримали такий захист пізніше, щоб продовжити їх термін служби або зберегти, як пам'ятку архітектури. Загалом у всьому світі залишилося 143 критих мостів (англ. Covered Bridges) системи Гау. Вони перекривають прогони від 6,1 до 63 м. Міст із найбільшим прогоном — Бриджпорт, розташований в окрузі Невада (Каліфорнія).
У Європі збережених мостів значно менше і майже всі вони розташовані у Швейцарії (12 критих мостів). Тільки один непокритий дахом міст системи Гау зберігся в Європі — Міст Короля Людовіка (нім. König-Ludwig-Brücke, Кемптен, Алльгой, Німеччина). Обшивання його дошками недоцільне, оскільки міст з їздою поверху. Це повністю би закрило дерев'яні ферми від людського зору і міст втратив би свою історичну привабливість. Урешті-решт було вирішено ретельно обробити деревину від загнивання і спорудити зовнішню металеву ферму, щоб розвантажити дерев'яні конструкції. Окрім того, дорожнє покриття захищає дерев'яні ферми від дощу.
У Канаді два непокритих мости. Перший — трипрогінний міст з їздою по низу через річку Ред-Дір, що обслуговував вугільну шахту Atlas Coal Mine в Альберті (Канада), і зараз є в аварійному стані.

Другий міст — Вестгем Айленд поблизу міста Дельта в Британській Колумбії. Лише один прогін з трьох основних є дерев'яний, решта два прогони — металеві ферми.
У США зберігся лише один непокритий міст Гау — через річку Чикалун (місцевість Чикалун на Алясці), довжиною 38,7 м. Споруджений 1916 року, він слугував залізниці, але наприкінці 20-х років був перероблений для автомобільного руху. У 1985 році міст замінили залізобетонним, а оригінальну дерев'яну ферму перенесли неподалік і встановили на узбіччі дороги Чикалун Бранч. Мосту наданий статус «суспільне надбання», але коштів на реставрацію та консервацію не знайшлося і він продовжує потрохи руйнуватися.
В Австралії ферми Гау були низькими і не перекривалися дахом. Проте більше десятка мостів вдалося зберегти в робочому стані до наших днів.
Один з останніх мостів Гау — критий пішохідний міст через залізницю, споруджений 2003 року в Айленд-Понд (Вермонт). Міст був попередньо зібраний на будівельному майданчику і перевезений на місце в готовому стані.
А одним з останніх металевих мостів системи Гау є міст через річку Брюнгаде в Якутії, загальною довжиною 360 м, збудований у 2005 році.
Збережені мости системи Гау

## У масовій культурі
Міст Бускірк у штаті Нью-Йорк був вибраний місцем для знімального майданчика фільму «Скептик».